# Antonin de Plaisance

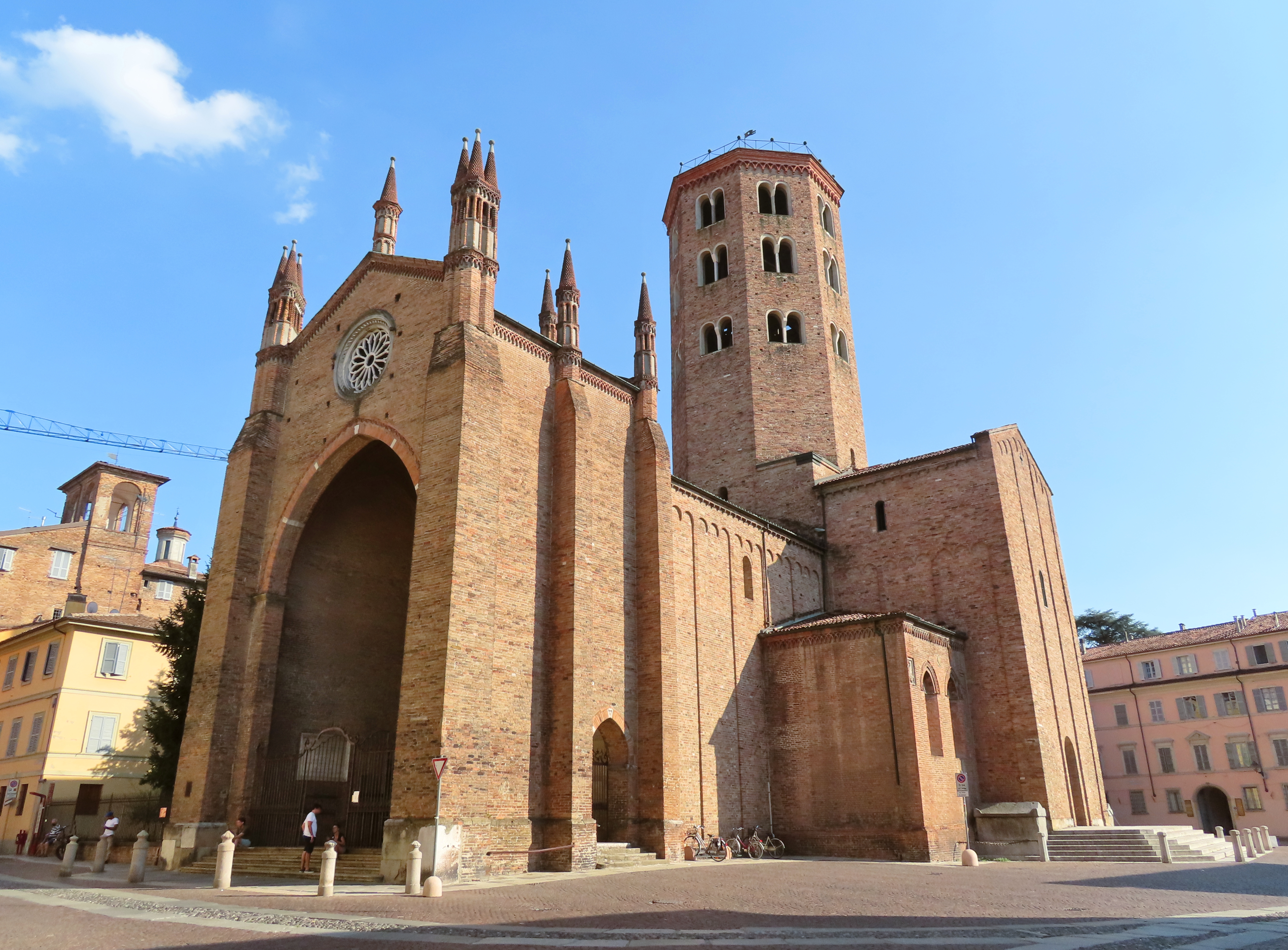
Basilique Saint-Antonin de Plaisance.

Antonin de Plaisance est un chrétien martyrisé vers l'an 303, sous l'empereur Dioclétien. C'est un saint dont la fête catholique est fixée le 30 septembre par le Martyrologe romain, et célébrée le 4 juillet à Plaisance dans la région d'Émilie-Romagne en Italie, dont il est le saint patron (avec Cyprien et Justine), et où lui est dédiée la basilique romane Saint-Antonin. Plusieurs autres églises du diocèse portent son nom.

## Identification
L'ancienneté du culte de ce saint n'est pas douteuse : il est mentionné dans le De laude sanctorum de Victrice de Rouen (§ XI), texte écrit vers 395 après que cet évêque eut reçu des reliques de saints italiens pour sa cathédrale ; il figure aussi dans le Martyrologe hiéronymien. Cependant les informations à son sujet sont très tardives et essentiellement légendaires : la plus ancienne Vie, très succincte, conservée dans les archives de la basilique Saint-Antonin de Plaisance, daterait de la fin du IXe  ou du début du Xe siècle.
La tradition qui en fait un soldat de la légion thébaine (elle-même produit d'une légende tardive) est évidemment sujette à caution. Selon la tradition locale, il aurait été martyrisé près de Travo. Ses reliques auraient ensuite été redécouvertes par l'évêque Sabin de Plaisance (contemporain de Victrice de Rouen), fondateur du sanctuaire.  

## Itinerarium Antonini
Longtemps lui a été attribué de manière erronée (d'après les indications trompeuses de certains manuscrits) un Itinerarium Hierosolymitanum, récit d'un pèlerinage en Terre sainte (au départ de Plaisance) dont les deux plus anciennes copies datent du IXe siècle. En fait, il a été établi par l'étude interne du texte, déjà par Titus Tobler, qui l'a édité en 1863, que ce récit date de 570 environ.
Un groupe de pèlerins, partant de Plaisance, passe par Constantinople, puis Chypre, Arouad, débarque à Tripoli, et ensuite visite tous les lieux saints de la Palestine, puis le monastère Sainte-Catherine du Sinaï ; de la ville de Clysma (près de l'actuelle Suez), ils se rendent au monastère Saint-Paul des Déserts, puis gagnent les sites de Haute-Égypte, descendent le Nil jusqu'à Babylone d'Égypte, et de là rejoignent Alexandrie ; ensuite ils retournent à Jérusalem, visitent plusieurs lieux de Palestine et de Syrie jusqu'à Antioche, puis se dirigent vers la Mésopotamie. Le récit prend fin assez brutalement par la visite du sanctuaire des saints Serge et Bacchus près de Resafa : suit une brève conclusion évoquant le retour par mer jusqu'à Plaisance.
La réalité même de ce voyage a parfois été mise en doute à cause des nombreuses erreurs que contient le récit (toponymie, ordre de visite des lieux, ou des remarques erronées comme le fait que sur la mer Morte rien ne flotte, mais tout coule immédiatement au fond). Certains ont pensé que c'était l'œuvre d'un moine italien n'ayant jamais quitté son pays natal et s'étant contenté de compiler des textes ; d'autres que l'auteur avait simplement fait le récit de mémoire quelque temps après son retour. C'était en tout cas un homme crédule, qui rapporte beaucoup de légendes et de superstitions.

## Éditions
- PL, vol. 72, col. 897-917.
- Claude Ménard (éd.), Itinerarium B. Antonini martyris, cum annotationibus, Angers, 1640[4].
- Titus Tobler (éd.), De locis sanctis quæ perambulavit Antoninus martyr circa A. D. 570, Saint-Gall, Huber und Comp., 1863.
- Johann Gildemeister (éd.), Antonini Placentini Itinerarium, Berlin, H. Reuthers Verlag, 1889.
- Paul Geyer (éd.), Itineraria Hierosolymitana, dans (collectif) Itineraria et alia geographica, Corpus Christianorum, Series Latina, 175, Turnhout, Brepols, 1965.